# 루차노 파베로
루차노 파베로(이탈리아어: Luciano Favero, 1957년 10월 11일, 베네토 주 산타 마리아 디 살라 ~)는 이탈리아의 전직 축구 선수로, 현역 시절 수비수로 활약했다. 그는 현역 시절 내내 힘과 신체적 조건을 앞세워 활약해 나갔다.

## 경력
현역 시절, 파베로는 밀라네세 1920(1975-1976), 메시나(1976-1977), 살레르니타나(1977-1978), 시라쿠사(1978-1980), 리미니(1980-1981), 아벨리노(1981-1984), 유벤투스(1984-1989), 그리고 엘라스 베로나(1989-1991)에서 활약했고, 베로나에서 은퇴했다. 1984년, 그는 유벤투스의 전설적인 수비수이자 피오렌티나로 떠난 클라우디오 젠틸레를 대체할 선수로 그를 낙점해 영입했고, 그는 안토니오 카브리니와 가에타노 시레아와 함께 위압감이 느껴지는 수비진을 구성했고, 1985년에 유러피언컵을 우승했고, 그 외에도 세리에 A, 인터콘티넨털컵, 그리고 유러피언 슈퍼컵을 토리노 연고 구단에서 5년을 머물며 우승했다.
파베로는 소속 구단에서 많은 성과를 올렸지만, 유벤투스의 동료 수비수 세르조 브리오와 함께 이탈리아 국가대표팀에서 출전 기회를 잡지 못했다.

## 수상

### 클럽
시라쿠사
- 코파 이탈리아 세리에 C: 1978–79

유벤투스
- 세리에 A: 1985–86
- 유러피언 슈퍼컵: 1984
- 유러피언컵: 1984–85
- 인터콘티넨털컵: 1985